# یوشی‌تسونه اییودن: داستان یوشی‌تسونه قهرمان
«یوشیتسونه اییودن: داستان یوشیتسونه قهرمان» (انگلیسی: Yoshitsune Eiyūden: The Story of Hero Yoshitsune) یک بازی ویدئویی در سبک بازی اکشن
داستان تاریخی
استراتژی هم‌زمان است که توسط و در سال ۲۰۰۵ و در پلت‌فرم پلی‌استیشن ۲ منتشر شده‌است.